# Челюстница
Челюстница (болг. Челюстница) — село в Болгарии. Находится в Монтанской области, входит в общину Чипровци. Население составляет 75 человек.

## Политическая ситуация
Челюстница подчиняется непосредственно общине и не имеет своего кмета.
Кмет (мэр) общины Чипровци — Захарин Иванов Замфиров (Земледельческий союз Александра Стамболийского (ЗСАС)) по результатам выборов в правление общины.